# Съмнения
Съмнения (на английски: Doubt) е американски филм от 2008 година.

## Актьорски състав
| Актьор        | Роля               |
| ------------- | ------------------ |
| Мерил Стрийп  | сестра Алоиз Бовие |
| Филип Хофман  | отец Брендан Флин  |
| Ейми Адамс    | сестра Джеймс      |
| Вайола Дейвис | г-жа Милър         |

## Награди и номинации
| Награда                              | Категория                           | Номиниран(и)      | Резултат  |
| ------------------------------------ | ----------------------------------- | ----------------- | --------- |
| Награди на филмовата академия на САЩ | Най-добра женска роля               | Мерил Стрийп      | номинация |
| Награди на филмовата академия на САЩ | Най-добра поддържаща мъжка роля     | Филип Хофман      | номинация |
| Награди на филмовата академия на САЩ | Най-добра поддържаща женска роля    | Ейми Адамс        | номинация |
| Награди на филмовата академия на САЩ | Най-добра поддържаща женска роля    | Вайола Дейвис     | номинация |
| Награди на филмовата академия на САЩ | Най-добър адаптиран сценарий        | Джон Патрик Шенли | номинация |
| Награда на БАФТА                     | Най-добра актриса в главна роля     | Мерил Стрийп      | номинация |
| Награда на БАФТА                     | Най-добра актриса в поддържаща роля | Ейми Адамс        | номинация |
| Награда на БАФТА                     | Най-добър актьор в поддържаща роля  | Филип Хофман      | номинация |
| Златен глобус                        | Най-добра актриса в драматичен филм | Мерил Стрийп      | номинация |
| Златен глобус                        | Най-добър поддържащ актьор          | Филип Хофман      | номинация |
| Златен глобус                        | Най-добра поддържаща актриса        | Ейми Адамс        | номинация |
| Златен глобус                        | Най-добра поддържаща актриса        | Вайола Дейвис     | номинация |
| Златен глобус                        | Най-добър сценарий                  | Джон Патрик Шенли | номинация |
| Сателит                              | Най-добра актриса в драматичен филм | Мерил Стрийп      | номинация |
| Сателит                              | Най-добър актьор в поддържаща роля  | Филип Хофман      | номинация |
| Сателит                              | Най-добър адаптиран сценарий        | Джон Патрик Шенли | номинация |